# Бартулович, Младен
Младен Барту́лович (хорв. Mladen Bartulović; род. 5 октября 1986, Какань) — хорватский футболист, полузащитник; тренер.

## Карьера

### Клубная
Начал выступать за клуб «Хайдук» (Сплит), в сезоне 2004/05 с клубом выиграл чемпионат Хорватии. Летом 2006 года перешёл в клуб «Днепр» (Днепропетровск). В чемпионате Украины дебютировал 26 июля 2006 года в матче «Днепр» — «Металлург» (Донецк) (2:0). С 2008 года по 2010 год выступал за «Кривбасс», на правах аренды. Сезон 2010/11 начал в качестве игрока киевского «Арсенала». В первом же матче за новую команду забил гол в ворота запорожского «Металлурга».
С 2011 года по 2013 год опять в аренде в «Кривбассе». 12 июня официально стало известно что первую половину сезона 2013/14 Младен проведет в аренде в львовских «Карпатах». 12 июля 2013 года львовские «Карпаты» подтвердили факт подписания арендного соглашения с игроком но уже не на полгода а на год. В июле 2014 года провёл сборы с «Карпатами» хотел подписать полноценный контракт с львовским клубом, но в итоге был отозван в «Днепр».
В июне 2015 года на правах свободного агента перешёл в полтавскую «Ворсклу», подписав годичный контракт. В январе 2017 года покинул «Ворсклу». Следующей командой полузащитника стала польская «Медзь» с которой он заключил шестимесячный контракт.
Осенью 2018 года стал игроком луцкой «Волыни». Покинул клуб в январе 2020 года. Новой командой хорвата стал «Ингулец».

### В сборной
Младен Бартулович был членом молодёжной сборной Хорватии до 21 года. В отборочном цикле ЧЕ-2006 (до 21 года) провёл 5 матчей, забил 1 мяч. В сборной Хорватии провёл один матч, 1 апреля 2006 года Гонконг — Хорватия (0:4). В октябре 2012 года вновь вызывался в расположение сборной.

## Достижения
- Чемпион Хорватии: 2004/05
- Финалист Кубка Хорватии: 2004/05